# Hohtenn
Hohtenn (toponimo tedesco; fino al XVIII secolo Gestelberg) è una frazione di 202 abitanti del comune svizzero di Steg-Hohtenn, nel Canton Vallese (distretto di Raron Occidentale).

## Storia

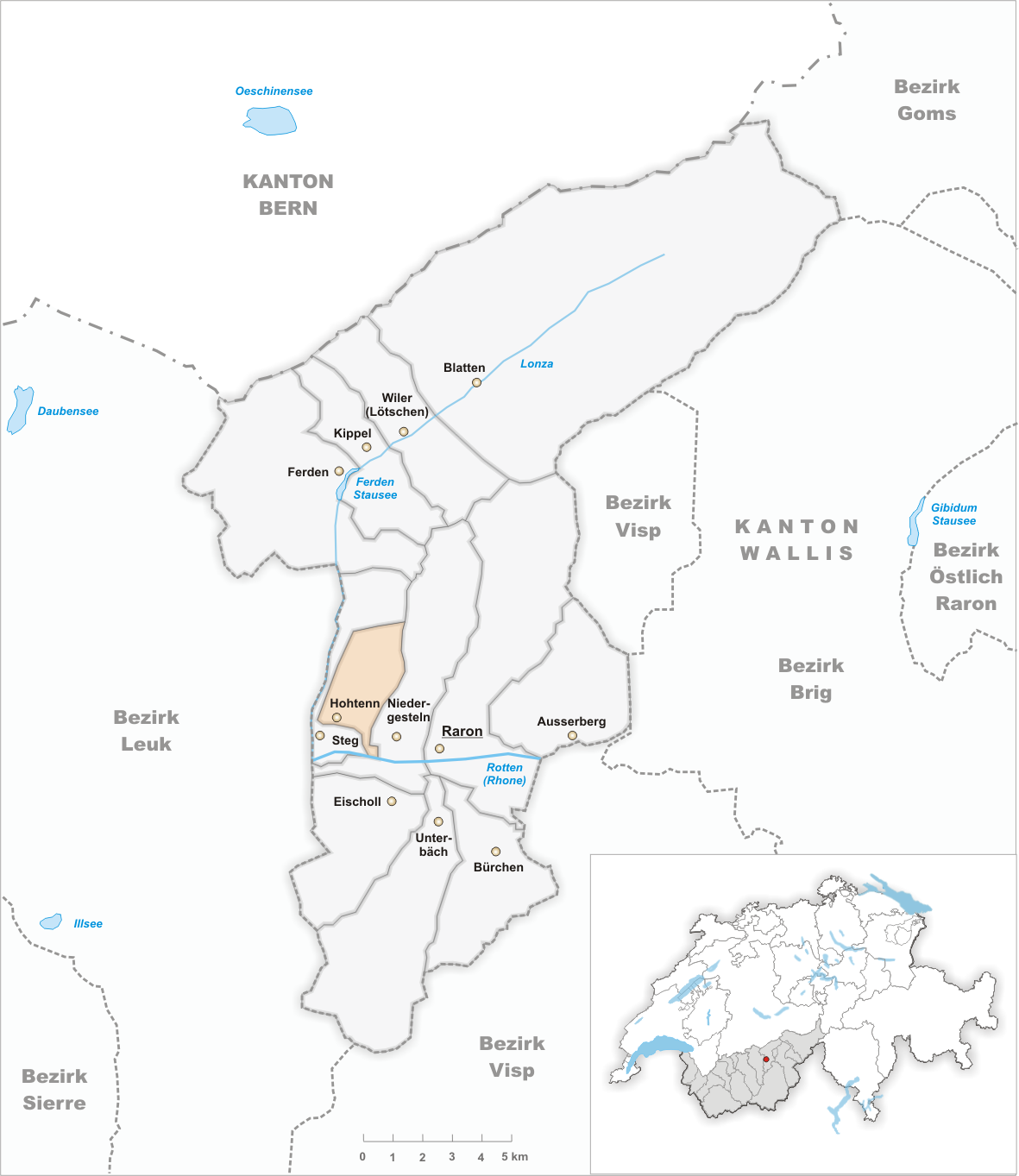
Il territorio del comune di Hohtenn prima degli accorpamenti comunali del 2009

Già comune autonomo che si estendeva per 7,06 km² e che comprendeva anche la frazione di Laden, nel 2009 è stato accorpato all'altro comune soppresso di Steg per formare il nuovo comune di Steg-Hohtenn.

## Monumenti e luoghi d'interesse
- Chiesa parrocchiale cattolica di San Maurizio, eretta nel 1961-1962[1].

## Società

### Evoluzione demografica
L'evoluzione demografica è riportata nella seguente tabella:
Abitanti censiti

## Infrastrutture e trasporti

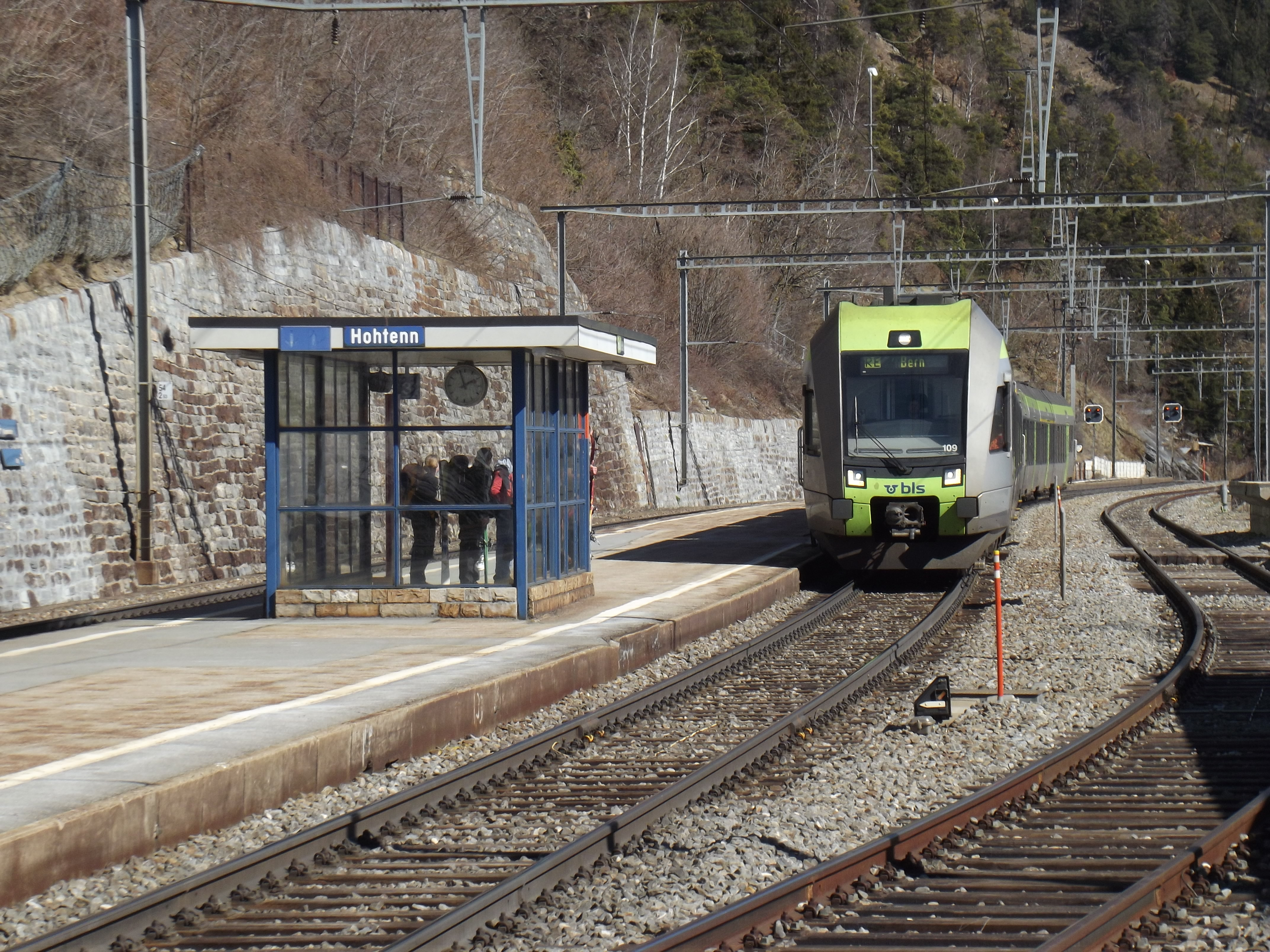
La stazione di Hohtenn

Hohtenn è servito dalla stazione di Hohtenn, sulla ferrovia del Lötschberg.

## Amministrazione
Ogni famiglia originaria del luogo fa parte del cosiddetto comune patriziale e ha la responsabilità della manutenzione di ogni bene ricadente all'interno dei confini della frazione.